# Rau bợ
Rau bợ hay Rau bợ nước, cỏ bợ, cỏ chữ điền (danh pháp hai phần: Marsilea quadrifolia L) là loài cây thuộc họ Rau bợ (Marsileaceae), đó là rau dại mọc khắp nơi, tập trung nhiều ở ao, rãnh, mương, hồ và đầm lầy.

## Đặc điểm sinh học
Rau bợ là cây thảo thuộc loại cỏ bán thủy sinh, rất giống loài me đất, thân rễ mảnh bò ngang mặt bùn, có thân bò dưới đất, mảnh, chia thành nhiều mấu, mỗi mấu mang rễ và 2 lá có cuống dài. Lá có 4 thuỳ chéo chữ thập. Bào tử quả là cơ quan mang bào tử, mọc 2-3 cái một ở gốc các cuống lá, các bào tử quả này có lông dày. Mùa sinh sản tháng 5-6. Rau bợ ăn bùi, ngọt như rau ngót, có vị hơi chua của me, tanh giống diếp cá.

## Giá trị
Rau bợ tuy là rau dại nhưng giá trị dinh dưỡng cao và là một dược liệu quý. Dân một số địa phương ở miền Bắc Việt Nam thu hái rau bợ quanh năm để làm rau sống, nấu canh ăn hằng ngày hoặc phơi khô dùng như trà thuốc có tác dụng giải nhiệt cơ thể, trị ngứa, rôm sảy mùa hè. Trong 100 g rau bợ có 4,6% protid, 1,6% glucid, 0,72% caroten vitamin C và cyclolaudenol, rau bợ có vai trò rất lớn trong phòng và trị bệnh đồng thời là nguồn nguyên liệu để chế biến nhiều món ăn ngon như rau bợ nấu với cá rô đồng.

## Hình ảnh

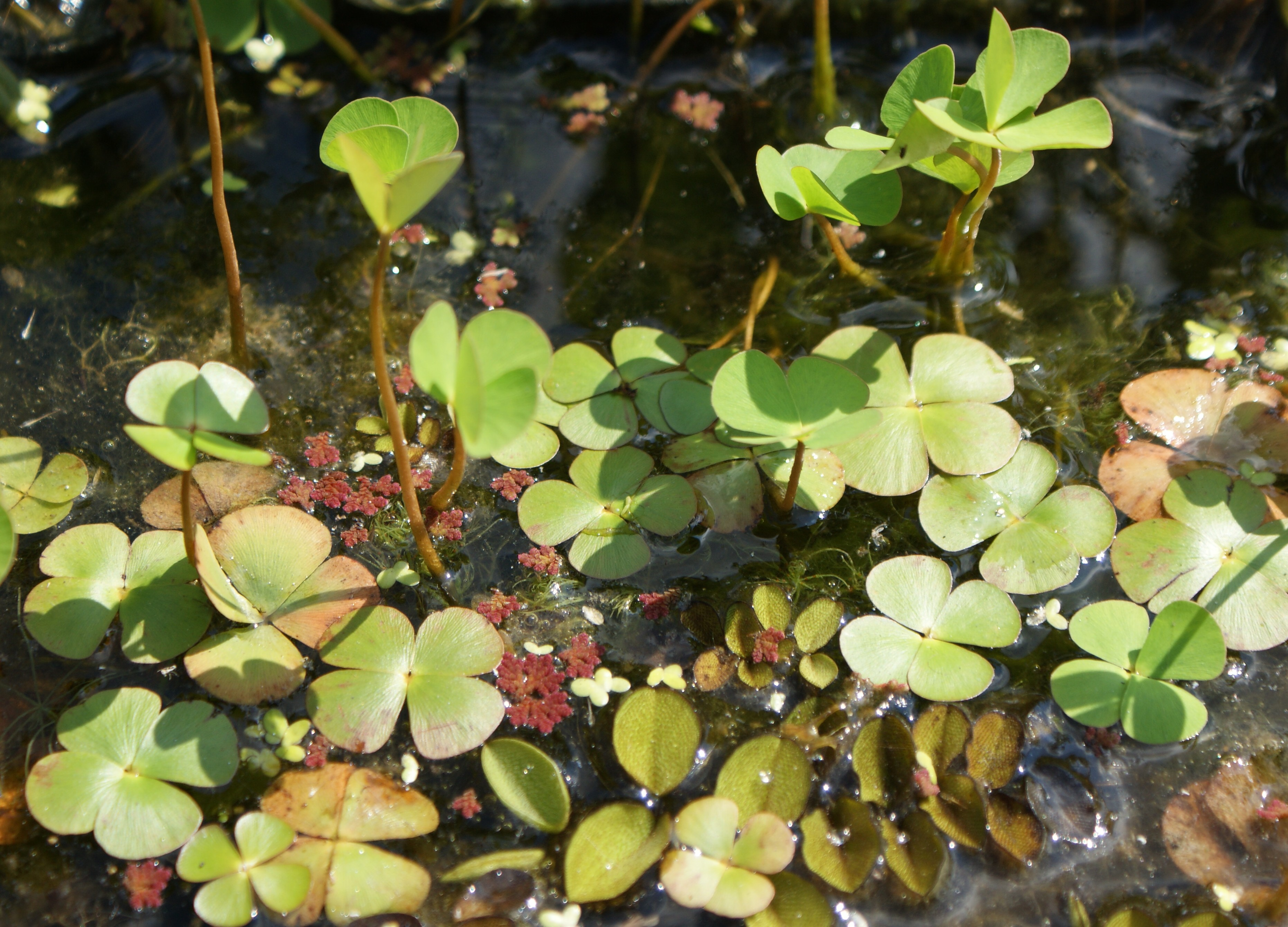
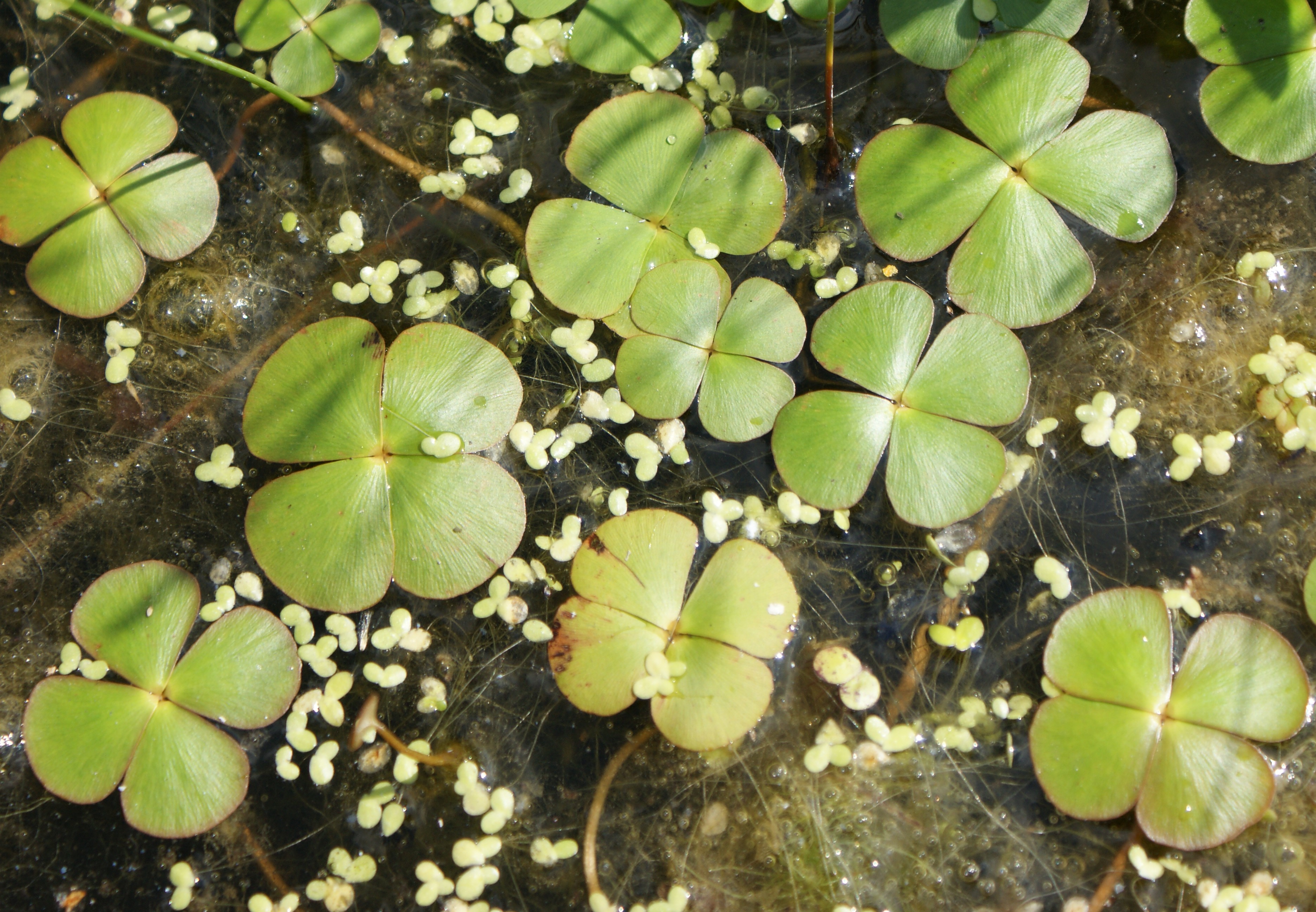